# جون إتش والتون
جون إتش والتون (بالإنجليزية: John H. Walton)‏ هو عالم الكتاب المقدس وأستاذ جامعي وكاتب أمريكي، ولد في 1952.